# 日本劇集列表 (2016年)
←2015年 - 2016年 - 2017年→

## 電視台
- 日本放送協會NHK
- 日本電視台NTV
  - 讀賣電視台YTV
- 朝日電視台EX
  - 朝日放送ABC
- 東京放送TBS
  - 每日放送MBS
- 東京電視台TX
- 富士電視台CX
  - 關西電視台KTV
  - 東海電視台THK
- WOWOW

## 2016年冬季（一月至三月）
| 播放日期             | 播放時間(JST)        | 逢 星 期 | 中文劇名 日文劇名                                                      | 集 數 | 電 視 台 | 演員                                  | 演員 | 官方 網頁                   | 主題曲 ／插曲                                                                      | (加權)平均 收視率 |
| 播放日期             | 播放時間(JST)        | 逢 星 期 | 中文劇名 日文劇名                                                      | 集 數 | 電 視 台 | 主演                                  | 其他演員 | 官方 網頁                   | 主題曲 ／插曲                                                                      | (加權)平均 收視率 |
| -------------------- | -------------------- | -------- | ---------------------------------------------------------------------- | ----- | -------- | ------------------------------------- | --- | --------------------------- | ---------------------------------------------------------------------------------- | ----------------- |
| 上一季 \| 04月02日   | 08時00分 \| 08時15分 | 一至六   |                                                                        | 156   | NHK      | 波瑠                                  | 玉木宏、升毅、寺島忍、 柄本佑、藤岡靛、鈴木梨央、 風吹純、近藤正臣、宮崎葵等                                             | 網頁                        | 主：AKB48 「」                                                                     | 023.5%            |
| 02月01日 \| 03月31日 | 13時30分 \| 14時00分 | 一至五   | 暴風雨之淚〜給我們的明天〜                                             | 044   | THK      | 佐藤江梨子                            | 宅間孝行、遠藤久美子、龍雷太等                                                                                           | 網頁 （页面存档备份，存于） | 主：猴子把戲 「The Mistakes I've Made」                                            |                   |
| 01月18日 \| 03月21日 | 21時00分 \| 21時54分 | 一       | 追憶潸然                                                               | 010   | CX       | 有村架純 高良健吾                     | 高畑充希、西島隆弘、森川葵、坂口健太郎等                                                                                 | 網頁 （页面存档备份，存于） | 主：手嶌葵 「」                                                                    | 09.69%            |
| 01月11日 \| 01月24日 | 22時30分 \| 23時00分 | 一至日   | 江戶川亂步短篇集系列 1925年明智小五郎                                  | 03    | [ 1 ]    | 滿島光                                | | 網頁                        |                                                                                    |                   |
| 03月07日 \| 03月10日 | 23時00分 \| 23時30分 | 一至四   | 櫻坂近邊物語                                                           | 04    | CX       |                                       | 原田泰造、柏木由紀、袴田吉彥 市原隼人、勝地涼、生瀨勝久 山本耕史、大倉孝二、灘儀武 山崎樹範、野間口徹 川口春奈、中村蒼等 | 網頁                        |                                                                                    |                   |
| 01月12日 \| 03月15日 | 22時00分 \| 22時54分 | 二       | 請和這個沒用的我談戀愛                                                 | 010   | TBS      | 深田恭子                              | 藤岡靛、三浦翔平、野波麻帆、 MIMURA等                                                                                    | 網頁 （页面存档备份，存于） | 主：aiko 「」                                                                      | 09.47%            |
| 01月19日 \| 03月15日 | 22時00分 \| 22時54分 | 二       | 讓我稱呼岳父大人                                                       | 09    | KTV      | 遠藤憲一 渡部篤郎                     | 蓮佛美沙子、新川優愛、中村倫也、 山崎育三郎、品川徹、和久井映見等                                                        | 網頁 （页面存档备份，存于） | 主：超特急 「Yell」                                                                | 06.86%            |
| 01月12日 \| 03月01日 | 22時00分 \| 23時00分 | 二       | 愛珍惜                                                                 | 08    | NHK      | 田中麗奈                              | 吉田榮作、秋吉久美子、水橋研二、 緒形幹太、丘光子、石倉三郎、 平田滿、南果步、小林稔侍等                                 | 網頁                        | 主：岛谷瞳 「」                                                                    | 05.64%            |
| 01月05日 \| 02月23日 | 23時15分 \| 23時44分 | 二       | 牙刷/女友們                                                            | 08    | [ 1 ]    | 內田有紀                              | 金子統昭、市川實和子、尾美利德、 池脇千鶴等                                                                              | 網頁 （页面存档备份，存于） | 主：宍戶卡芙卡 「crying」                                                          |                   |
| 03月01日 \| 04月19日 | 23時15分 \| 23時44分 | 二       | 初戀藝人                                                               | 08    | [ 1 ]    | 柄本時生                              | 松井玲奈、內田朝陽、櫻田通、 溝端淳平、小堺一機等                                                                        | 網頁 （页面存档备份，存于） |                                                                                    |                   |
| 01月20日 \| 03月09日 | 01時11分 \| 01時41分 | 三       | 約飯 Season2                                                           | 08    | TBS      | 貫地谷栞                              | | 網頁 （页面存档备份，存于） | 主：[Alexandros] 「I want u to love me」                                           | 01.46%            |
| 03月16日 \| 04月06日 | 01時11分 \| 01時41分 | 三       | 神奈川縣厚木市 茅崎洗衣店                                              | 04    | TBS      | 松井玲奈                              | 瀧藤賢一、角田晃廣、山田真步、 三浦俊輔、孟加拉等                                                                        | 網頁 （页面存档备份，存于） | 主：松井玲奈 「」                                                                  | 01.53%            |
| 01月13日 \| 03月15日 | 01時55分 \| 02時25分 | 三       | 大阪環狀線 每人在站的愛情故事                                          | 010   | KTV      | [ 2 ]                                 | | 網頁 （页面存档备份，存于） |                                                                                    |                   |
| 上一季 \| 03月       | 21時00分 \| 21時54分 | 三       | 相棒 season13                                                          | 020   | EX       | 水谷豐                                | 反町隆史、鈴木杏樹、石坂浩二等                                                                                           | 網頁 （页面存档备份，存于） |                                                                                    | 14.97%            |
| 01月13日 \| 03月16日 | 22時00分 \| 22時54分 | 三       | Fragile                                                                | 010   | CX       | 長瀨智也                              | 武井咲、野村周平、小雪、北大路欣也等                                                                                     | 網頁 （页面存档备份，存于） | 主：TOKIO 「fragile」                                                              | 09.77%            |
| 01月13日 \| 03月16日 | 22時00分 \| 23時00分 | 三       | 彼岸花～警視廳搜查七課～                                               | 010   | NTV      | 堀北真希                              | 檀麗、知英、高梨臨、 YOU、DAIGO、市川知宏、 木本武宏、佐野史郎、大地真央等                                               | 網頁 （页面存档备份，存于） | 主：知英 「」                                                                      | 09.59%            |
| 01月20日 \| 03月23日 | 23時53分 \| 24時23分 | 三       | 惡棍跑千里                                                             | 010   | TBS      | 室剛                                  | 山崎育三郎、黑川芽以等                                                                                                   | 網頁 （页面存档备份，存于） | 主：高橋優 「」                                                                    | 02.35%            |
| 01月21日 \| 03月23日 | 01時29分 \| 01時59分 | 四       | 尼采大師                                                               | 010   | YTV      | 間宮祥太朗 浦井健治                   | 松井玲奈、內田理央、松田凌、 菅裕輔、室剛、長谷川忍、 佐藤二朗等                                                         | 網頁 （页面存档备份，存于） | 主：Shout It Out 「」                                                              | 01.07%            |
| 上一季 \| 03月       | 19時58分 \| 20時54分 | 四       | 科调所的女法研15                                                       | 015   | EX       | 澤口靖子                              | 內藤剛志、若村麻由美、 金田明夫、齊藤曉、長田成哉、 崎本大海、山本光、西田健等                                           | 網頁 （页面存档备份，存于） | 主：柴咲幸 「」                                                                    | 10.99%            |
| 01月14日 \| 03月03日 | 20時00分 \| 20時43分 | 四       | 近衛門                                                                 | 09    | NHK      | 青木崇高                              | 優香、小池徹平、早見朱莉、 北村有起哉、高岡早紀、岸部一德、 富司純子等                                                   | 網頁                        |                                                                                    | 04.99%            |
| 02月25日 \|          | 21時00分 \| 21時49分 | 四       | 十字路口                                                               | 06    | [ 1 ]    | 館廣 神田正輝                         | 北乃紀伊、中村玉緒、高島禮子、 德重聰、西村雅彥、平泉成、 小野武彥、飯沼千惠子、柊子等                                   | 網頁 （页面存档备份，存于） | 主： 「」                                                                          |                   |
| 01月14日 \| 03月17日 | 21時00分 \| 21時54分 | 四       | Specialist                                                             | 010   | EX       | 草彅剛                                | 南果步、蘆名星、紺野真晝、 和田正人、夏菜、平岡祐太、 吹越滿等                                                           | 網頁                        |                                                                                    | 12.55%            |
| 01月14日 \| 03月17日 | 22時00分 \| 22時54分 | 四       | 直美與加奈子                                                           | 010   | CX       | 廣末涼子                              | 內田有紀、吉田羊、高畑淳子、佐藤隆太等                                                                                   | 網頁 （页面存档备份，存于） | 主：EXILE ATSUSHI + AI 「No more」                                                 | 07.56%            |
| 01月07日 \| 03月24日 | 23時59分 \| 24時54分 | 四       | 金錢天使 ～你的錢拿回去！～                                            | 012   | YTV      | 小籔千豐 片瀨那奈                     | 竹中直人、葵若菜、矢倉楓子、 中野公美子、永瀨匡等                                                                        | 網頁 （页面存档备份，存于） | 主： 「Rockstar」                                                                  | 03.73%            |
| 01月15日 \| 02月26日 | 20時00分 \| 20時45分 | 五       | 警視廳零係〜生活安全課也是諮詢室〜                                     | 07    | TX       | 小泉孝太郎                            | 松下由樹、安達祐實、木下隆行、 原田夏希、手塚通、六角慎司、 堀井新太、岸明日香、大杉漣等                                 | 網頁 （页面存档备份，存于） | 主：可苦可樂 「SNIFF OUT!」                                                        | 06.74%            |
| 01月22日 \| 01月29日 | 21時00分 \| 22時52分 | 五       | 大奧 嬪妃傳                                                            | 02    | CX       | 澤尻英龍華                            | 蓮佛美沙子、板尾創路、溫水洋一、 光浦靖子、鷲尾真知子、山口香緒里、 久保田磨希、淺野優子、成宮寬貴等                     | 網頁 （页面存档备份，存于） | 主：BOA 「Make Me complete」                                                       | 09.40%            |
| 01月15日 \| 03月04日 | 22時00分 \| 22時49分 | 五       | 大岡越前3                                                              | 08    | [ 1 ]    | 東山紀之                              | 勝村政信、MIMURA、近藤芳正、 松原智惠子、平岳大、津川雅彥等                                                              | 網頁                        | 片頭曲：                                                                           |                   |
| 01月15日 \| 03月18日 | 22時00分 \| 22時54分 | 五       | 別讓我走                                                               | 010   | TBS      | 綾瀨遙                                | 三浦春馬、水川麻美、伊藤步、 麻生祐未、真飛聖、甲本雅裕等                                                                | 網頁 （页面存档备份，存于） |                                                                                    | 06.81%            |
| 02月05日 \| 03月25日 | 23時15分 \| 24時15分 | 五       | 澄和堇 年輕了45歲的女子                                                | 08    | EX       | 桐谷美玲                              | 及川光博、町田啟太、高橋瞳、 高杉真宙、小日向文世、松坂慶子等                                                            | 網頁                        | 主：秦基博 「」                                                                    | 06.45%            |
| 01月16日 \| 04月09日 | 00時12分 \| 00時52分 | 六       | 東京傷情故事                                                           | 012   | TX       | 吉田鋼太郎                            | 高畑充希、片桐仁、大塚寧寧、 草刈民代、小栗旬等                                                                          | 網頁 （页面存档备份，存于） | 主：MACO 「恋心」                                                                  | 02.58%            |
| 01月09日 \| 04月02日 | 00時52分 \| 01時23分 | 六       | 無限大少女                                                             | 012   | TX       | [ 3 ]                                 | | 網頁 （页面存档备份，存于） | 片頭曲： 「ウレロ！のテーマ4」 片尾曲：私立惠比壽中學 「きっとインフィニティー！」 |                   |
| 01月16日 \| 03月19日 | 21時00分 \| 21時54分 | 六       | 怪盗 山猫                                                              | 010   | NTV      | 龜梨和也                              | 成宮寬貴、廣瀨鈴、菜菜緒、 北村有起哉、大塚寧寧、佐佐木藏之介等                                                          | 網頁 （页面存档备份，存于） | 主：KAT-TUN 「UNLOCK」                                                             | 010.72%           |
| 03月19日 \| 04月09日 | 21時00分 \| 21時54分 | 六       | 精靈守護者                                                             | 04    | NHK      | 綾瀨遙                                | 小林颯、東出昌大、木村文乃、 林遣都、吹越満、吉川晃司、 高島禮子、平幹二朗、藤原龍也等                                   | 網頁 （页面存档备份，存于） |                                                                                    | 09.13%            |
| 01月09日 \| 02月13日 | 22時00分 \| 22時54分 | 六       | 逃女                                                                   | 06    | NHK      | 水野美紀                              | 仲里依紗、田畑智子、 高橋努、水崎綾女、 高橋克典、加藤雅也、遠藤憲一等                                                   | 網頁                        |                                                                                    | 02.77%            |
| 02月27日 \| 03月12日 | 22時00分 \| 22時54分 | 六       | 愛上三陸 搭列車旅行！                                                  | 06    | NHK      | 松下奈緒                              | 安藤政信、山崎靜代、黑島結菜、 淺香航大、玄理、松岡茉優、 鹽見三省、村上弘明、松坂慶子等                                 | 網頁 （页面存档备份，存于） |                                                                                    | 03.13%            |
| 01月09日 \| 02月06日 | 22時00分 \| 23時00分 | 六       | 荒地之戀                                                               | 05    | [ 4 ]    | 豐川悅司                              | 鈴木京香、田口智朗、富田靖子、 川島海荷、村川繪梨、松重豐等                                                              | 網頁 （页面存档备份，存于） |                                                                                    |                   |
| 02月13日 \| 03月12日 | 22時00分 \| 23時00分 | 六       | 金色閃閃                                                               | 05    | [ 4 ]    | 中井貴一                              | 、皮爾瀧、青柳翔、 山本龍二、品川徹、三浦誠己、 新妻聖子、村井國夫、岩松了等                                             | 網頁 （页面存档备份，存于） |                                                                                    |                   |
| 01月09日 \| 01月30日 | 23時40分 \| 24時05分 | 六       | 无法撑伞的蝼蚁们                                                       | 04    | CX       | 桐山漣                                | 加藤成亮、阪田雅信、足立梨花、 渡邊舞、武田玲奈、南澤奈央、 龍雷太等                                                     | 網頁 （页面存档备份，存于） | 主：NEWS 「」                                                                      | 03.43%            |
| 02月06日 \| 03月26日 | 23時40分 \| 24時05分 | 六       | 武道館                                                                 | 08    | CX       | 宮崎由加 金澤朋子 高木紗友希 宮本佳林 | 小出惠介、高畑裕太、木下鳳華、 吉澤亮、六角精兒等                                                                        | 網頁                        | 主：NEXT YOU 「Next is you!」 插：NEXT YOU 「大人的事情」                          | 02.73%            |
| 03月12日 \| 03月13日 | 21時00分 \| 23時06分 | 六至日   | 松本清張連續二夜特別劇 買地方報紙的女人〜作家・杉本隆治的推理 黑色樹海 | 02    | EX       | 田村正和 北川景子                     | 廣末涼子、水川麻美、 向井理、澤村一樹、小池榮子、 麻生祐未等                                                             | 網頁                        |                                                                                    | 011.00%           |
| 01月24日 \| 03月27日 | 00時55分 \| 01時25分 | 日       | MARS～只是愛著你                                                       | 010   | NTV      | 藤谷太輔 窪田正孝                     | 飯豐萬理江、山崎紘菜、稻葉友、 前田公輝、鈴木優華、奧仲麻琴、 渡邊佑太朗等                                               | 網頁 （页面存档备份，存于） | 主：Kis-My-Ft2 「Gravity」                                                         | 03.11%            |
| 01月10日 \| 03月27日 | 01時25分 \| 01時55分 | 日       | 要在蒂凡尼吃早餐 season2                                               | 012   | NTV      | 特林德爾·玲奈                         | 德永繪里、森寬和、新木優子等                                                                                             | 網頁 （页面存档备份，存于） | 主：Silent Siren 「」                                                              | 01.77%            |
| 01月10日 \| 下一季   | 20時00分 \| 20時45分 | 日       | 真田丸                                                                 | 050   | NHK      | 堺雅人                                | 大泉洋、長澤雅美、木村佳乃、 鈴木京香、竹內結子、遠藤憲一、 高畑淳子、草刈正雄、內野聖陽等                               | 網頁                        |                                                                                    | 016.6%            |
| 01月17日 \| 03月20日 | 21時00分 \| 21時45分 | 日       | 家族的形式                                                             | 010   | TBS      | 香取慎吾                              | 上野樹里、水原希子、荒川良良、 千葉雄大、柳原可奈子、中村安妮、 水野美紀、風吹純、西田敏行等                             | 網頁 （页面存档备份，存于） | 主：ellie 「Unpredictable Story」                                                  | 08.98%            |
| 01月10日 \| 02月28日 | 22時00分 \| 22時49分 | 日       | 鴨川食堂                                                               | 08    | [ 1 ]    | 忽那汐里                              | 萩原健一、岩下志麻、吉澤悠、 財前直見等                                                                                  | 網頁 （页面存档备份，存于） | 主： 「風」                                                                        |                   |
| 03月06日 \| 04月10日 | 22時00分 \| 22時49分 | 日       | 討厭的女人                                                             | 06    | [ 1 ]    | 黑木瞳                                | 鈴木保奈美、勝村政信、塚本高史、 古谷一行等                                                                              | 網頁 （页面存档备份，存于） |                                                                                    |                   |
| 01月10日 \| 02月07日 | 22時00分 \| 23時00分 | 日       | 不出擊警官                                                             | 05    | [ 4 ]    | 田邊誠一                              | 石黑賢、中越典子、嶋田久作、 山本學等                                                                                    | 網頁 （页面存档备份，存于） |                                                                                    |                   |
| 02月14日 \| 03月20日 | 22時00分 \| 23時00分 | 日       | 巨型銀行最終決戰                                                       | 06    | [ 4 ]    | 椎名桔平 桐谷健太                     | 石橋凌、大石吾朗、利重剛、 音月桂等                                                                                      | 網頁 （页面存档备份，存于） |                                                                                    |                   |
| 01月17日 \| 03月20日 | 22時30分 \| 23時24分 | 日       | 臨床犯罪學者 火村英生的推理                                            | 010   | NTV      | 齋藤工                                | 窪田正孝、優香、山本美月、 楨田運動、清水一希、松永渚、 生瀨勝久、長谷川京子、夏木麻里等                                 | 網頁 （页面存档备份，存于） | 主：EDGE of LIFE 「Selfy Trick」                                                   | 08.78%            |

### 特別單元劇
| 播放日期 | 播放時間(JST)        | 星 期 | 中文劇名 日文劇名                                | 電 視 台 | 演員                  | 演員                                                                     | 官方 網頁                   | 主題曲 ／插曲                                  | (加權)平均 收視率 |
| 播放日期 | 播放時間(JST)        | 星 期 | 中文劇名 日文劇名                                | 電 視 台 | 主演                  | 其他演員                                                                 | 官方 網頁                   | 主題曲 ／插曲                                  | (加權)平均 收視率 |
| -------- | -------------------- | ----- | ------------------------------------------------ | -------- | --------------------- | ------------------------------------------------------------------------ | --------------------------- | ---------------------------------------------- | ----------------- |
| 01月01日 | 23時15分 \|          | 五    | 孤獨的美食家 正月特別篇 嚴冬的北海道・旭川出差篇 | TX       | 松重豐                |                                                                          | 網頁 （页面存档备份，存于） |                                                |                   |
| 01月02日 | 21時00分 \| 23時28分 | 六    | 富士家族                                         | NHK      | 藥師丸博子 小泉今日子 | 、米木拉、吉岡秀隆、 高橋克實、仲里依紗等                                | 網頁 （页面存档备份，存于） |                                                | 0 6.80%           |
| 01月03日 | 21時00分 \| 23時30分 | 日    | 少爺                                             | CX       | 二宮和也              | 松下奈緒、古田新太、八嶋智人、 山本耕史、及川光博、岸部一德等            | 網頁 （页面存档备份，存于） |                                                | 10.40%            |
| 01月04日 | 23時30分 \| 24時30分 | 一    | 愛吃拉麵的小泉同學2016新春SP                     | CX       | 早見朱莉              | 美山加戀、古畑星夏、成田凌、 田中美麗、田中英樹、 村松利史等             | 網頁 （页面存档备份，存于） | 主：Kobushi Factory 「愛吃拉麵的小泉同學之歌」 | 04.20%            |
| 02月10日 | 21時00分 \| 23時08分 | 三    | 頂尖神醫2016                                     | TX       | 齋藤工                | 齊藤由貴、上地雄輔、南澤奈央、 船越英一郎等                              | 網頁 （页面存档备份，存于） |                                                | 07.40%            |
| 02月13日 | 21時00分 \| 23時10分 | 六    | 迷宮先生SP                                       | EX       | 渡瀨恒彦              | 貫地谷栞、鷲尾真知子、 長谷川朝晴、石橋蓮司、小野寺昭、 多岐川裕美等     | 網頁                        |                                                | 12.70%            |
| 03月24日 | 21時00分 \| 22時00分 | 四    | 飞机云                                           | [ 1 ]    | 廣瀨愛麗絲            | 三吉彩花、間宮祥太朗、堀部圭亮、 佐藤誓、北浦愛、新名基浩、 賀來千香子等 | 網頁                        |                                                |                   |

## 2016年春季（四月至六月）
| 播放日期             | 播放時間(JST)        | 逢 星 期 | 中文劇名 日文劇名                              | 集 數 | 電 視 台 | 演員                       | 演員                                                                                             | 官方 網頁                                               | 主題曲 ／插曲 | (加權)平均 收視率 |
| 播放日期             | 播放時間(JST)        | 逢 星 期 | 中文劇名 日文劇名                              | 集 數 | 電 視 台 | 主演                       | 其他演員                                                                                         | 官方 網頁                                               | 主題曲 ／插曲 | (加權)平均 收視率 |
| -------------------- | -------------------- | -------- | ---------------------------------------------- | ----- | -------- | -------------------------- | ------------------------------------------------------------------------------------------------ | ------------------------------------------------------- | --- | ----------------- |
| 04月04日 \| 下一季   | 08時00分 \| 08時15分 | 一至六   | 大姊當家                                       | 156   | NHK      | 高畑充希                   | 木村多江、相樂樹、杉咲花、 坂口健太郎、川榮李奈、向井理、 片岡鶴太郎、西島秀俊、大地真央等       | 網頁                                                    | 主：宇多田光 「」 | 022.8%            |
| 04月11日 \| 06月13日 | 21時00分 \| 21時54分 | 一       | Love Song                                      | 010   | CX       | 福山雅治                   | 藤原櫻、菅田將暉、夏帆、 駿河太郎、山口紗彌加、由紀紗織、 田中哲司、宇崎龍童、水野美紀等         | 網頁 （页面存档备份，存于）                             | 主：藤原櫻 「soup」 | 08.43%            |
| 04月12日 \| 06月14日 | 22時00分 \| 22時54分 | 二       | 重版出來！                                     | 010   | TBS      | 黑木華                     | 小田切讓、坂口健太郎、荒川良良、 要潤、永山絢斗、小日向文世、 室剛、安田顯、松重豐等             | 網頁 （页面存档备份，存于）                             | 主：UNICORN 「」 | 07.99%            |
| 04月19日 \| 06月14日 | 22時00分 \| 22時54分 | 二       | 我的危險妻子                                   | 09    | KTV      | 伊藤英明                   | 木村佳乃、相武紗季、淺香航大、 真島秀和、木村綠子、高橋一生、 佐藤隆太、宮迫博之等               | 網頁 （页面存档备份，存于）                             | 主：安室奈美惠 「Mint」 | 08.17%            |
| 04月26日 \| 06月14日 | 23時15分 \| 23時44分 | 二       | 最後的餐廳                                     | 08    | [ 1 ]    | 田邊誠一                   | 木南晴夏、鈴木浩介、石黑英雄、 竹中直人、特林德爾·玲奈、小澤真珠、 山村紅葉、武田鐵矢等          | 網頁 （页面存档备份，存于）                             | |                   |
| 04月13日 \| 06月15日 | 01時11分 \| 01時41分 | 三       | Diaz Police異鄉警察                            | 010   | TBS      | 松田翔太                   | 濱野謙太、柳澤慎吾、康芳夫等                                                                     | 網頁 （页面存档备份，存于）                             | 主： 「月」 | 0                 |
| 06月22日 \| 07月12日 | 01時28分 \| 01時58分 | 三       | 雖然是OL，但是剛開始是當女公關                 | 04    | TBS      | 倉持明日香                 | 筧美和子、奧仲麻琴、成瀨瑛美、 天乃舞衣子、高橋胡桃、片山萌美等                                  | 網頁 （页面存档备份，存于）                             | 主：MAG!C☆PRINCE 「一通LOVE」 | 0                 |
| 04月20日 \| 下一季   | 21時00分 \| 21時54分 | 三       | AKB愛之夜 戀愛工廠                             | 022   | EX       | [ 5 ]                      | 主：横山由依 from AKB48「」                                                                      | 網頁 （页面存档备份，存于）                             | | 0                 |
| 04月06日 \| 06月15日 | 21時00分 \| 21時54分 | 三       | 警視廳搜查一課9係 season11                     | 011   | EX       | 渡瀨恒彥                   | 田邊誠一、神尾佑、渡邊一惠、 塚本高史、西田敏行等                                                | 網頁 （页面存档备份，存于）                             | 主：V6 「Beautiful World」 | 12.14%            |
| 04月13日 \| 06月15日 | 22時00分 \| 22時54分 | 三       | 世界上最艱難的戀愛                             | 010   | NTV      | 大野智                     | 波瑠、小池榮子、小瀧望、 清水富美加、西堀亮、杉本哲太、 丸山智己、三宅弘城、北村一輝等           | 網頁 （页面存档备份，存于）                             | 主：嵐 「I seek」 | 12.83%            |
| 04月21日 \| 06月23日 | 00時10分 \| 00時40分 | 四       | 毒島百合子的赤裸裸日記                         | 010   | TBS      | 前田敦子                   | 新井浩文、渡邊大知、中村靜香、 八木將康、前田公輝、諸見里大介、 橋爪淳、近藤芳正、片岡鶴太郎等   | 網頁 （页面存档备份，存于）                             | 主：前田敦子 「Selfish」 | 02.57%            |
| 04月14日 \| 06月23日 | 19時58分 \| 20時54分 | 四       | 警視廳・搜查一課長                             | 011   | EX       | 內藤剛志                   | 齊藤由貴、金田明夫、鈴木裕樹、 本田博太郎、床島佳子等                                            | 網頁 （页面存档备份，存于）                             | 主：可苦可樂 「STAGE」 | 10.03%            |
| 04月14日 \| 06月02日 | 20時00分 \| 20時43分 | 四       | 鼠馳江戶2                                      | 08    | NHK      | 瀧澤秀明                   | 青山美鄉、京本大我、池田鐵洋、 坪倉由幸等                                                        | 網頁                                                    | 主：近藤真彦 「千年恋慕」 |                   |
| 04月21日 \| 06月16日 | 21時00分 \| 21時54分 | 四       | Good Partner 無敵律師                          | 09    | EX       | 竹野內豐                   | 松雪泰子、賀來賢人、山崎育三郎、 馬場園梓、岡本梓、宮地雅子、 宮崎香蓮、杉本哲太、國村隼等       | 網頁 （页面存档备份，存于）                             | 主：平井堅 「Plus One」 | 10.70%            |
| 04月21日 \| 06月16日 | 22時00分 \| 22時54分 | 四       | 早子老師，要結婚是真的嗎？                     | 09    | CX       | 松下奈緒                   | 貫地谷栞、佐藤仁美、八島智人、 尾藤功男、松坂慶子、山內圭哉、 田野倉雄太、間宮祥太朗、小芝風花等 | 網頁 （页面存档备份，存于）                             | 主：chay 「」 | 05.58%            |
| 04月07日 \| 06月30日 | 23時59分 \| 24時54分 | 四       | Doctor Car                                     | 012   | YTV      | 剛力彩芽                   | 中村俊介、笛木優子、木下鳳華、 內藤理沙、東千鶴、片瀨梨乃等                                      | 網頁 （页面存档备份，存于）                             | 主：SKY-HI 「Front Line」 | 03.47%            |
| 04月22日 \| 06月03日 | 20時00分 \| 20時45分 | 五       | 医生调查班~揭露医疗事故的黑暗~                 | 07    | TX       | 谷原章介                   | 中越典子、忍成修吾、藤井美菜、 木野花、田山涼成、高畑淳子等                                      | 網頁 （页面存档备份，存于）                             | 主：Goodbye holiday 「奇蹟之星」 | 03.67%            |
| 04月08日 \| 04月15日 | 21時40分 \|          | 五       | 松本清張特別劇 陽炎圖畫與等一年半              | 02    | CX       | 米倉涼子 菊川怜            | 山本耕史、夏川結衣 等                                                                            | 網頁 （页面存档备份，存于） 網頁 （页面存档备份，存于） | | 08.30%            |
| 05月13日 \| 07月01日 | 22時00分 \| 22時43分 | 五       | 立花登青春筆錄                                 | 08    | [ 1 ]    | 溝端淳平                   | 平祐奈、石黑賢、高畑裕太、 槙田運動、波岡一喜、鷲尾真知子、 宮崎美子、古谷一行等                 | 網頁 （页面存档备份，存于）                             | |                   |
| 04月15日 \| 06月10日 | 22時00分 \| 22時49分 | 五       | 軌跡～罪與戀～                                 | 08    | NHK      | 石田百合子                 | 井浦新、原田泰造、櫻庭奈奈美、 堀內敬子、野際陽子等                                              | 網頁 （页面存档备份，存于）                             | 主：鈴木雅之 「」 | 05.59%            |
| 06月17日 \| 07月29日 | 22時00分 \| 22時49分 | 五       | 水族馆女孩                                     | 08    | NHK      | 松岡茉優                   | 桐谷健太、澤部佑、內田朝陽、 足立梨花、木下鳳華、西田尚美、 戶田恵子、石丸幹二、伊東四朗等       | 網頁 （页面存档备份，存于）                             | 主：生物股長 「」 | 05.43%            |
| 04月15日 \| 06月17日 | 22時00分 \| 22時54分 | 五       | 我不是無法結婚，是不婚                         | 010   | TBS      | 中谷美紀                   | 藤木直人、瀨戶康史、大政絢、 平岩紙、松井珠理奈、東李苑、 蘭壽Tomu、德井義實、夏木麻里等         | 網頁 （页面存档备份，存于）                             | 主：生物股長 「Sweet! Sweet! Music!」 | 08.99%            |
| 04月15日 \| 04月22日 | 23時15分 \|          | 五       | 民王特別篇〜新的陰謀〜與番外篇～戀愛總裁選舉～ | 02    | EX       | 遠藤憲一 菅田將暉 高橋一生 | 大倉孝二、門脇麥、金田明夫 相武紗季、升毅等                                                      | 網頁 （页面存档备份，存于）                             | 主：miwa 「Stress-Free」 | 06.40%            |
| 04月29日 \| 06月10日 | 23時15分 \| 24時15分 | 五       | 不愉快的果實                                   | 07    | EX       | 栗山千明                   | 市原隼人、六角精兒、高梨臨、 光石研、成宮寬貴、橋本愛實、 萬田久子、稻垣吾郎等                   | 網頁 （页面存档备份，存于）                             | 主：齊藤和義 「」 | 07.70%            |
| 04月16日 \| 07月02日 | 00時12分 \| 00時52分 | 六       | 夜晚英雄NAOTO                                  | 011   | TX       | NAOTO                      | 黑島結菜、木下鳳華、余貴美子等                                                                   | 網頁 （页面存档备份，存于）                             | 主：HONEST BOYZ 「PART TIME HERO」 | 01.76%            |
| 04月09日 \| 06月18日 | 00時52分 \| 01時23分 | 六       | 也讓我有點小執著                               | 011   | TX       | 松岡茉優                   | 伊藤沙莉、齋藤工、大倉士門、 八島智人等                                                          | 網頁 （页面存档备份，存于）                             | 片頭曲：SUPER BEAVER 「」 片尾曲：ナカザタロウ 「みんな、おこだわってるかい？」 松岡茉優&伊藤沙莉 「ランブル」松岡茉優 「サヨナラのかわりに」 |                   |
| 05月07日 \| 07月02日 | 18時10分 \| 18時45分 | 六       | 一路                                           | 09    | NHK      | 永山絢斗                   | 渡邊大、MIMURA、藤本隆宏、 梶原善、忍成修吾、松浦雅、 內山信二、矢島健一、木下鳳華等             | 網頁                                                    | | 0                 |
| 04月23日 \| 06月18日 | 21時00分 \| 21時54分 | 六       | 極樂天使                                       | 09    | NTV      | 福士蒼汰                   | 土屋太鳳、鈴木亮平、門脇麥、 濱田茲音、森永悠希、大友花戀、 比留川游、石野真子、大杉漣等         | 網頁 （页面存档备份，存于）                             | 主：家入里歐 「」 | 07.92%            |
| 06月25日 \| 06月26日 | 21時00分 \| 23時10分 | 六至日   | montage 三億元事件奇譚                         | 02    | CX       | 福士蒼汰                   | 芳根京子、劇團一人、室剛、 杉咲花、野村周平、門脇麥、 遠藤憲一、夏木麻里、香川照之等             | 網頁 （页面存档备份，存于）                             | | 08.00%            |
| 04月30日 \| 06月11日 | 22時00分 \| 22時54分 | 六       | 小荳荳電視台                                   | 07    | NHK      | 滿島光                     | 中村獅童、米木拉、濱田岳、 安田成美、大森南朋、武田鐵矢、 錦戶亮、吉田鋼太郎、黑柳徹子等         | 網頁                                                    | | 09.44%            |
| 06月11日 \| 07月09日 | 22時00分 \| 23時00分 | 六       | 咕咕也是貓2 -good good the fortune cat-        | 05    | [ 4 ]    | 宮澤理惠                   | 長塚圭史、黑木華、岸井ゆきの、 中岡創一、市川實和子、菊地凛子、 岩松了、田中泯等                 | 網頁 （页面存档备份，存于）                             | 插：高田漣 feat.UA 「」 |                   |
| 04月02日 \| 05月28日 | 23時40分 \| 24時35分 | 六       | 星星之火                                       | 09    | CX       | 裕介・聖瑪麗亞             | 優香、大倉孝二、木南晴夏、 佐藤隆太、伊武雅刀等                                                  | 網頁 （页面存档备份，存于）                             | 主：鈴木雅之 「Melancholia」 | 04.36%            |
| 06月04日 \| 0        | 23時40分 \| 24時35分 | 六       | 晨曦將至                                       | 09    | CX       | 安田成美                   | 川島海荷、田中直樹、佐津川愛美、 瀧澤沙織、小野塚勇人、黑川智花、 石田惠理等                     | 網頁 （页面存档备份，存于）                             | 主：ZAZ 「」 | 03.58%            |
| 04月10日 \| 06月26日 | 00時20分 \| 00時50分 | 日       | 白天的澡堂酒                                   | 012   | TX       | 戶次重幸                   |                                                                                                  | 網頁 （页面存档备份，存于）                             | 主：高橋優 「WEEKEND JOURNEY」 |                   |
| 04月24日 \| 06月26日 | 00時55分 \| 01時25分 | 日       | HiGH&LOW〜THE STORY OF S.W.O.R.D.〜Season2     | 010   | NTV      | [ 6 ]                      |                                                                                                  | 網頁                                                    | | 2.39%             |
| 上一季 \| 下一季     | 20時00分 \| 20時45分 | 日       | 真田丸                                         | 050   | NHK      | 堺雅人                     | 大泉洋、長澤雅美、木村佳乃、 鈴木京香、竹內結子、遠藤憲一、 高畑淳子、草刈正雄、內野聖陽等       | 網頁                                                    | | 016.6%            |
| 04月17日 \| 06月19日 | 21時00分 \| 21時54分 | 日       | 99.9 -刑事專門律師-                            | 010   | TBS      | 松本潤                     | 香川照之、榮倉奈奈、青木崇高、 片桐仁、渡邊真起子、馬場徹、 藤本隆宏、奧田瑛二、岸部一德等       | 網頁 （页面存档备份，存于）                             | 主：嵐 「Daylight」 | 17.12%            |
| 04月17日 \| 06月12日 | 21時00分 \| 22時00分 | 日       | OUR HOUSE                                      | 09    | CX       | 蘆田愛菜 夏綠蒂            | 山本耕史、加藤清史郎、寺田心、 松下由樹、塚本高史、橋爪功等                                      | 網頁 （页面存档备份，存于）                             | 主：Off Course 「」 | 04.50%            |
| 04月24日 \| 06月12日 | 22時00分 \| 22時49分 | 日       | 奇蹟之人                                       | 08    | [ 1 ]    | 峯田和伸                   | 麻生久美子、住田萌乃、淺香航大、 勝地涼、山内圭哉、 光石研、白石加代子、宮本信子等               | 網頁 （页面存档备份，存于）                             | |                   |
| 03月27日 \| 05月01日 | 22時00分 \| 23時00分 | 日       | 東野圭吾 杜鵑鳥的蛋是誰的                      | 06    | [ 4 ]    | 土屋太鳳                   | 本鄉奏多、戶次重幸、淺野和之、 真野惠里菜、高杉真宙、森永悠希、 矢野聖人、戶田昌宏、伊原剛志等   | 網頁 （页面存档备份，存于）                             | |                   |
| 05月08日 \| 下一季   | 22時00分 \| 23時00分 | 日       | 不沉的太陽                                     | 020   | [ 4 ]    | 上川隆也                   | 渡部篤郎、夏川結衣、檀麗、 板尾創路、小泉孝太郎、草刈民代、 若村麻由美、古谷一行、國村隼等       | 網頁 （页面存档备份，存于）                             | |                   |
| 04月17日 \| 06月19日 | 22時30分 \| 23時24分 | 日       | 寬鬆世代又怎樣                                 | 010   | NTV      | 岡田將生                   | 松坂桃李、柳樂優彌、安藤櫻、 太賀、吉岡里帆、矢本悠馬、 中田喜子、吉田鋼太郎、島崎遙香等         | 網頁 （页面存档备份，存于）                             | 主： 「」 | 08.41%            |

### 特別單元劇
| 播放日期 | 播放時間(JST)        | 星 期 | 中文劇名 日文劇名           | 電 視 台 | 演員                                       | 演員                                                                             | 官方 網頁                   | 主題曲 ／插曲               | (加權)平均 收視率 |
| 播放日期 | 播放時間(JST)        | 星 期 | 中文劇名 日文劇名           | 電 視 台 | 主演                                       | 其他演員                                                                         | 官方 網頁                   | 主題曲 ／插曲               | (加權)平均 收視率 |
| -------- | -------------------- | ----- | --------------------------- | -------- | ------------------------------------------ | -------------------------------------------------------------------------------- | --------------------------- | --------------------------- | ----------------- |
| 04月05日 | 21時00分 \| 23時24分 | 二    | 出色的選TAXI 特別篇         | KTV      | 竹野內豐                                   | 笨蛋主義等                                                                       | 網頁 （页面存档备份，存于） | 主：aiko 「」               | 07.40%            |
| 04月23日 | 21時00分 \| 22時30分 | 六    | 阿淺來了番外篇 破鍋配鍋蓋   | [ 1 ]    | 三宅弘城                                   | 友坂理惠、山內圭哉、友近、 桐山照史、野野澄花、清原果耶、 風吹純、玉木宏、波瑠等 | 網頁                        | 主：AKB48 「365天的紙飛機」 |                   |
| 05月28日 | 21時00分 \| 23時10分 | 六    | 世界奇妙物語2016 春之特別篇 | CX       | 佐佐木希 窪田正孝 西島秀俊 松重豐 高橋一生 | 石橋杏奈等                                                                       | 網頁 （页面存档备份，存于） |                             | 012.90%           |

## 2016年夏季（七月至九月）
| 播放日期             | 播放時間(JST)        | 逢 星 期 | 中文劇名 日文劇名                 | 集 數 | 電 視 台 | 演員                | 演員                                                                                                 | 官方 網頁                   | 主題曲 ／插曲                                                  | (加權)平均 收視率 |
| 播放日期             | 播放時間(JST)        | 逢 星 期 | 中文劇名 日文劇名                 | 集 數 | 電 視 台 | 主演                | 其他演員                                                                                             | 官方 網頁                   | 主題曲 ／插曲                                                  | (加權)平均 收視率 |
| -------------------- | -------------------- | -------- | --------------------------------- | ----- | -------- | ------------------- | --- | --------------------------- | -------------------------------------------------------------- | ----------------- |
| 上一季 \| 10月01日   | 08時00分 \| 08時15分 | 一至六   | 大姊當家                          | 156   | NHK      | 高畑充希            | 木村多江、相樂樹、杉咲花、 及川光博、山口智充、佐藤仁美、 伊藤淳史、向井理、唐澤壽明等               | 網頁                        | 主：宇多田光 「」                                              | 022.8%            |
| 07月11日 \| 09月19日 | 21時00分 \| 21時54分 | 一       | 有喜歡的人                        | 010   | CX       | 桐谷美玲            | 山崎賢人、三浦翔平、野村周平、 大原櫻子、佐野日向子、飯豐萬理江、 濱野謙太、菜菜緒、吉田鋼太郎等     | 網頁 （页面存档备份，存于） | 主：JY 「」                                                    | 08.91%            |
| 09月19日 \| 09月21日 | 23時00分 \| 23時30分 | 一至三   | 想再打籃球與談戀愛                | 03    | CX       | 藤谷太輔            | 山本美月、永瀨匡、川榮李奈、 吉澤亮、澤部佑等                                                        | 網頁 （页面存档备份，存于） |                                                                |                   |
| 07月12日 \| 09月20日 | 22時00分 \| 22時54分 | 二       | 毫不保留的愛                      | 010   | TBS      | 武井咲              | 瀧澤秀明、中村蒼、水澤惠麗奈、 特林德爾·玲奈、高橋光臣、橫澤夏子、 中村隼人、神野三鈴、松平健等      | 網頁 （页面存档备份，存于） | 主：松田聖子 「」                                              | 07.88%            |
| 07月12日 \| 09月06日 | 22時00分 \| 22時54分 | 二       | ON 異常犯罪搜查官・藤堂比奈子     | 09    | KTV      | 波瑠                | 橫山裕、要潤、高橋努、 林遣都、百瀨朔、佐藤玲、 光石研、原田美枝子、渡部篤郎等                       | 網頁 （页面存档备份，存于） | 主：[Alexandros] 「Swan」                                      | 07.98%            |
| 06月28日 \| 08月16日 | 23時15分 \| 23時44分 | 二       | 一觸即落                          | 08    | [ 1 ]    | 長谷川京子          | 成田凌、古畑星夏、戶田菜穗、 鶴見辰吾等                                                              | 網頁 （页面存档备份，存于） |                                                                |                   |
| 08月30日 \| 10月18日 | 23時15分 \| 23時44分 | 二       | 扮家家酒                          | 08    | [ 1 ]    | 安藤櫻              | 臼田麻美、古館寬治、根岸季衣、 杉本哲太、小山春朋等                                                  | 網頁 （页面存档备份，存于） | 主：THE BLUE HEARTS 「」                                       |                   |
| 07月20日 \| 09月19日 | 01時28分 \| 01時58分 | 三       | 黑金丑島君 Season3                | 09    | TBS      | 山田孝之            | 綾野剛、崎本大海、矢部享祏等                                                                         | 網頁 （页面存档备份，存于） | 主：鴉 「」                                                    | 0                 |
| 09月21日 \| 10月12日 | 01時28分 \| 01時58分 | 三       | 彼岸島 Love is over               | 04    | TBS      | 白石隼也 鈴木亮平   | 桜井美南、遠藤雄彌、阿部翔平、 森岡龍、栗原類、 水崎綾女、藤重政孝等                                 | 網頁 （页面存档备份，存于） | 主：m-flo feat. 「SYNERGY」                                    | 0                 |
| 07月13日 \| 09月14日 | 21時00分 \| 21時54分 | 三       | 刑警七人2                         | 09    | EX       | 東山紀之            | 北大路欣也、高島政宏、片岡愛之助、 鈴木浩介、倉科佳奈、吉田鋼太郎等                                  | 網頁 （页面存档备份，存于） |                                                                | 10.30%            |
| 09月21日 \| 09月22日 | 21時00分 \|          | 三至四   | 模仿犯                            | 02    | TX       | 中谷美紀            | 坂口健太郎、滿島真之介、山本裕典、 清水富美加、濱田龍臣、久保田紗友、 杉本哲太、國廣富之、真島秀和等 | 網頁 （页面存档备份，存于） |                                                                |                   |
| 07月13日 \| 09月14日 | 22時00分 \| 23時00分 | 三       | 賣房女子                          | 010   | NTV      | 北川景子            | 工藤阿須加、井本絢子、千葉雄大、 梶原善、鈴木裕樹、本多力、 新木優子、臼田麻美、仲村亨等             | 網頁 （页面存档备份，存于） | 主：GReeeeN 「beautiful days」                                 | 11.58%            |
| 07月14日 \| 09月15日 | 00時10分 \| 00時40分 | 三       | 死幣-DEATH CASH-                  | 010   | TBS      | 松井珠理奈          | 戶次重幸、葉山獎之、 西田麻衣、白洲迅、山田裕貴、 吉岡里帆、筧利夫等                                 | 網頁 （页面存档备份，存于） | 主：SKE48 「」                                                 | 01.94%            |
| 07月14日 \| 09月29日 | 02時05分 \| 02時35分 | 四       | 爱爱外星人                        | 012   | CX       | 新木優子            | 森絵梨佳、太田莉菜、久松郁實等                                                                       | 網頁 （页面存档备份，存于） | 片頭曲： 「」 片尾曲：Charisma.com 「意地 easy」               |                   |
| 07月21日 \| 08月25日 | 19時58分 \| 20時54分 | 四       | 女人們的特搜最前線                | 06    | EX       | 高島禮子            | 宮崎美子、高畑淳子、渡邊一惠、 相島一之、飯田基祐、富家規政、 近野成美、杉浦琴乃、泉川實穗等         | 網頁                        | 主：阿部真央 「」                                              | 07.40%            |
| 07月14日 \| 09月15日 | 21時00分 \| 22時00分 | 四       | 初次見面，我愛你                  | 09    | EX       | 尾野真千子          | 江口洋介、速水直道、阪井真紀、 余貴美子、藤龍也等                                                    | 網頁                        | 主：槙原敬之 「」                                              | 09.86%            |
| 07月21日 \| 09月22日 | 22時00分 \| 23時00分 | 四       | 營業部長 吉良奈津子               | 010   | CX       | 松嶋菜菜子          | 松田龍平、原田泰造、DAIGO、 伊藤步、石丸幹二、板尾創路、 足立梨花、岡田義德、松原智惠子等            | 網頁 （页面存档备份，存于） | 主：山下達郎 「CHEER UP！THE SUMMER」                          | 07.01%            |
| 07月07日 \| 9月22日  | 23時59分 \| 24時54分 | 四       | 遺産繼承律師 柿崎真一             | 011   | YTV      | 三上博史            | 森川葵、酒井若菜、豐原功補等                                                                         | 網頁 （页面存档备份，存于） | 主：出雲咲乃 「」                                              | 02.94%            |
| 07月22日 \| 08月26日 | 19時58分 \| 20時54分 | 五       | Yassan〜筑地出发！美味事件簿〜    | 06    | TX       | 伊原剛志            | 柄本佑、山本舞香、上地雄輔、 板谷由夏、里見浩太朗等                                                  | 網頁 （页面存档备份，存于） | 主：世良公則 「」                                              | 03.32%            |
| 07月15日 \| 09月09日 | 22時00分 \| 22時49分 | 五       | 傳七捕物帳                        | 09    | [ 1 ]    | 中村梅雀            | 上遠野太洸、德重聰、田中美佐子、 原田夏希、石橋蓮司、松平健等                                        | 網頁 （页面存档备份，存于） | 主：桃色幸運草Z 「Hanabi」                                     |                   |
| 09月23日 \| 11月11日 | 22時00分 \| 22時49分 | 五       | 命運般的愛情                      | 08    | NHK      | 原田知世            | 齋藤工、山口紗彌加、大後壽壽花、 小市慢太郎、澀谷謙人、西山潤、 久保田紗友、草笛光子、奧田瑛二等     | 網頁 （页面存档备份，存于） |                                                                | 05.21%            |
| 07月08日 \| 09月09日 | 22時00分 \| 22時54分 | 五       | 擁有神之舌的男人                  | 010   | TBS      | 向井理              | 木村文乃、佐藤二朗等                                                                                 | 網頁 （页面存档备份，存于） | 主：坂本冬美 「」                                              | 05.60%            |
| 07月22日 \| 09月09日 | 23時15分 \| 24時15分 | 五       | 首相閣下的料理人                  | 08    | EX       | 剛力彩芽            | 瀧藤賢一、高橋一生、新川優愛、 內藤理沙、松尾幸實、三宅弘城、 小日向文世等                           | 網頁                        | 主：決明子 「」                                                | 05.64%            |
| 07月16日 \| 10月01日 | 00時12分 \| 00時52分 | 六       | 侠饭                              | 011   | TX       | 生瀨勝久            | 柄本時生、內田理央、高畑裕太、 戶塚純貴、TKO、三浦誠己等                                             | 網頁 （页面存档备份，存于） | 片頭曲：ELEPHANT KASHIMASHI 「i am hungry」 片尾曲：wacci 「」 | 02.45%            |
| 07月09日 \| 10月01日 | 00時52分 \| 01時23分 | 六       | 戀聲情人夢                        | 012   | TX       | 永野芽郁            | 龍星涼、落合扶樹、大友花戀、 白石隼也、森尾由美、櫻井孝宏（聲音演出）等                              | 網頁 （页面存档备份，存于） | 片頭曲： 「」 片尾曲：井上苑子 「」                            |                   |
| 07月23日 \| 07月24日 | 19時30分 \| 20時45分 | 六至日   | 未解決事件．file.05 洛克希德事件  | 03    | NHK      |                     | 松重豐、國廣富之、真島秀和等                                                                         | 網頁 （页面存档备份，存于） |                                                                | 0                 |
| 07月09日 \| 08月06日 | 21時00分 \| 22時00分 | 六       | 穿越時空的少女                    | 05    | NTV      | 黑島結菜            | 菊池風磨、竹內涼真、吉本實憂、 貓背椿、野波麻帆、高橋克實、 古畑星夏、加藤成亮、高畑淳子等           | 網頁 （页面存档备份，存于） | 片頭曲：AKB48 「LOVE TRIP」 片尾曲：NEWS 「」                  | 06.46%            |
| 09月03日 \| 09月17日 | 21時00分 \| 22時54分 | 六       | 最後的刑警 Episode0               | 03    | NTV      | 唐澤壽明            | 窪田正孝、佐佐木希、黑川智花、 竹內涼真、武田玲奈、伊藤沙莉、 藤木直人、小日向文世、和久井映見等     | 網頁 （页面存档备份，存于） | 主：SPYAIR 「」                                                | 07.87%            |
| 07月16日 \| 08月13日 | 22時00分 \| 23時00分 | 六       | 希望之丘的人們                    | 05    | [ 4 ]    | 澤村一樹            | 和久井映見、二宮慶多、 伊藤和枝、六角精兒、宮川一朗太、 谷井一郎、岩本多代等                         | 網頁 （页面存档备份，存于） |                                                                | 0                 |
| 08月20日 \| 09月10日 | 22時00分 \| 23時00分 | 六       | 賢者之愛                          | 04    | [ 4 ]    | 中山美穗            | 龍星涼、高岡早紀、淺利陽介、 草村禮子、朝加真由美、榎木孝明、 田邊誠一等                             | 網頁 （页面存档备份，存于） |                                                                |                   |
| 09月17日 \| 10月15日 | 22時00分 \| 23時00分 | 六       | 江戶盜賊團雙雄2                   | 05    | [ 4 ]    | 松山研一 早乙女太一 | | 網頁 （页面存档备份，存于） |                                                                |                   |
| 08月13日 \| 09月24日 | 23時40分 \| 24時35分 | 六       | 非媽媽白書                        | 07    | CX       | 鈴木保奈美          | 菊池桃子、渡邊真起子、南澤奈央、 濵田崇裕、三浦祐太朗、坂本充廣、 增田修一朗、內山理名、高橋克典等   | 網頁 （页面存档备份，存于） | 主：克莉絲朵·凱兒 「Lovin' You」                               | 03.20%            |
| 07月17日 \| 10月02日 | 00時20分 \| 00時50分 | 日       | 誰殺了德山大五郎？                | 012   | TX       | [ 7 ]               | | 網頁 （页面存档备份，存于） | 主：櫸坂46 「世界上只有愛」                                    |                   |
| 08月21日 \| 10月02日 | 1時05分 \| 1時35分   | 日       | 胖子老師                          | 06    | NTV      | 森田甘路            | 橫濱流星、大澤玲美、池上紗理依、 大野拓朗、芝崎唯奈、東使友亮、 淵野右登等                           | 網頁 （页面存档备份，存于） | 主： from TPD 「」                                             |                   |
| 上一季 \| 下一季     | 20時00分 \| 20時45分 | 日       | 真田丸                            | 050   | NHK      | 堺雅人              | 大泉洋、長澤雅美、木村佳乃、 鈴木京香、竹內結子、遠藤憲一、 高畑淳子、草刈正雄、內野聖陽等           | 網頁                        | 0                                                              | 016.6%            |
| 07月17日 \| 09月18日 | 21時00分 \| 22時00分 | 日       | HOPE～期待值零的新進員工～        | 09    | CX       | 中島裕翔            | 山本美月、遠藤憲一、瀨戶康史、 桐山照史、中村百合、丸山智己、 山內圭哉、朝加真由美、風間杜夫等       | 網頁 （页面存档备份，存于） | 主：SPITZ 「」                                                 | 06.09%            |
| 07月17日 \| 09月11日 | 21時00分 \| 22時00分 | 日       | 仰望師恩                          | 08    | TBS      | 寺尾聰              | 多部未華子、真劍佑、村上虹郎、 北村匠海、太賀、佐野岳、 石井杏奈、升毅、石坂浩二等                   | 網頁 （页面存档备份，存于） | 主：BUMP OF CHICKEN 「」                                       | 10.54%            |
| 09月18日 \| 09月19日 | 21時00分 \|          | 日至一   | 冷暖人間 2016年2小時特別篇 前後篇 | 02    | TBS      | 泉平子              | 角野卓造、江成和己、赤木春惠、 長山藍子、前田吟、中田喜子、 三田村邦彥、大和田獏、森宮隆等           | 網頁 （页面存档备份，存于） |                                                                | 12.80%            |
| 07月10日 \| 08月28日 | 22時00分 \| 22時49分 | 日       | 應試灰姑娘                        | 08    | [ 1 ]    | 小泉孝太郎          | 川口春奈、山口紗彌加、山田裕貴、 松尾諭、川原一馬、遠藤新菜、 原田佳奈、袴田吉彥、富田靖子等         | 網頁 （页面存档备份，存于） | 主：酒井優 「But It's OK!」                                    |                   |
| 09月04日 \| 10月23日 | 22時00分 \| 22時49分 | 日       |                                   | 08    | [ 1 ]    | 觀月亞里莎          | 、前川泰之、筒井道隆、 松原智惠子等                                                                  | 網頁 （页面存档备份，存于） |                                                                |                   |
| 上一季 \| 9月        | 22時00分 \| 23時00分 | 日       | 不沉的太陽                        | 020   | [ 4 ]    | 上川隆也            | 渡部篤郎、夏川結衣、檀麗、 板尾創路、小泉孝太郎、草刈民代、 若村麻由美、古谷一行、國村隼等           | 網頁 （页面存档备份，存于） |                                                                |                   |
| 07月17日 \| 09月11日 | 22時30分 \| 23時24分 | 日       | 然後，誰都不在了                  | 09    | NTV      | 藤原龍也            | 玉山鐵二、二階堂富美、伊野尾慧、 志尊淳、遠藤要、小野乃乃香、 米木拉、鶴見辰吾、黑木瞳等             | 網頁 （页面存档备份，存于） | 主：CreepHyp 「」                                              | 08.12%            |

### 特別單元劇
| 播放日期 | 播放時間(JST)        | 星 期 | 中文劇名 日文劇名                     | 電 視 台 | 演員     | 演員                                                                                       | 官方 網頁                   | 主題曲 ／插曲 | (加權)平均 收視率 |
| 播放日期 | 播放時間(JST)        | 星 期 | 中文劇名 日文劇名                     | 電 視 台 | 主演     | 其他演員                                                                                   | 官方 網頁                   | 主題曲 ／插曲 | (加權)平均 收視率 |
| -------- | -------------------- | ----- | ------------------------------------- | -------- | -------- | ------------------------------------------------------------------------------------------ | --------------------------- | ------------- | ----------------- |
| 07月03日 | 21時00分 \| 23時00分 | 日    | Doctor-X～外科醫·大門未知子～特別篇   | EX       | 米倉涼子 | 遠藤憲一、內田有紀、勝村政信、 鈴木浩介、岸部一德、西田敏行、 生瀨勝久、伊野尾慧、北野武等 | 網頁 （页面存档备份，存于） |               | 22.00%            |
| 08月03日 | 22時00分 \| 23時08分 | 三    | 孤獨的美食家～ 真夏的東北・宮城出差篇 | TX       | 松重豐   |                                                                                            | 網頁 （页面存档备份，存于） |               | 05.10%            |
| 08月06日 | 19時30分 \| 20時59分 | 六    | 戰艦武藏                              | NHK      | 石原聰美 | 勝地涼、渡邊美佐子、津川雅彦等                                                             | 網頁                        |               |                   |
| 08月20日 | 21時00分 \| 23時10分 | 六    | 毛骨悚然撞鬼經驗 夏之特別篇2016       | CX       | [ 8 ]    |                                                                                            | 網頁 （页面存档备份，存于） |               | 10.60%            |

## 2016年秋季（十月至十二月）
| 播放日期              | 播放時間(JST)        | 逢 星 期 | 中文劇名 日文劇名              | 集 數 | 電 視 台 | 演員              | 演員                                                                                             | 官方 網頁                   | 主題曲 ／插曲                                                                | (加權)平均 收視率 |
| 播放日期              | 播放時間(JST)        | 逢 星 期 | 中文劇名 日文劇名              | 集 數 | 電 視 台 | 主演              | 其他演員                                                                                         | 官方 網頁                   | 主題曲 ／插曲                                                                | (加權)平均 收視率 |
| --------------------- | -------------------- | -------- | ------------------------------ | ----- | -------- | ----------------- | ------------------------------------------------------------------------------------------------ | --------------------------- | ---------------------------------------------------------------------------- | ----------------- |
| 10月03日 \| 下一季    | 08時00分 \| 08時15分 | 一至六   |                                | 151   | NHK      | 芳根京子          | 生瀨勝久、菅野美穗、蓮佛美沙子、 永山絢斗、谷村美月、百田夏菜子、 高良健吾、市村正親、中村玉緒等 | 網頁                        | 主：Mr.Children 「」                                                         |                   |
| 10月17日 \| 12月19日  | 21時00分 \| 21時54分 | 一       | 該隱與亞伯                     | 010   | CX       | 山田涼介          | 桐谷健太、倉科佳奈、木下鳳華、 戶塚純貴、山崎紘菜、大塚寧寧、 平幹二朗、南果步、高嶋政伸等       | 網頁 （页面存档备份，存于） | 主：Hey! Say! JUMP 「Give Me Love」                                          | 08.21%            |
| 10月18日 \| 12月20日  | 00時15分 \| 00時45分 | 一       | 警視廳 印尼炒飯課              | 010   | EX       | 島崎遙香          | 古田新太、勝村政信等                                                                             | 網頁 （页面存档备份，存于） |                                                                              | 02.59%            |
| 10月11日 \| 12月20日  | 21時00分 \| 22時54分 | 二       | 醫療小組達文西女士的診斷       | 0     | KTV      | 吉田羊            | 相武紗季、吉岡里帆、白鳥久美子、 瀧澤沙織、笛木優子、伊藤蘭、 戶次重幸、庄野崎謙、高橋克典等     | 網頁 （页面存档备份，存于） | 主：AI 「」                                                                  | 08.11%            |
| 10月11日 \| 12月20日  | 22時00分 \| 23時00分 | 二       | 逃避雖可恥但有用               | 011   | TBS      | 新垣結衣          | 星野源、大谷亮平、藤井隆、 真野惠里菜、成田凌、宇梶剛士、 富田靖子、古田新太、石田百合子等       | 網頁 （页面存档备份，存于） | 片頭曲：CHARAN-PO-RANTAN 「」 主題曲：星野源 「」                            | 14.47%            |
| 10月25日 \| 12月13日  | 23時15分 \| 23時44分 | 二       | 公主之屋                       | 08    | [ 1 ]    | 森川葵            | 高橋一生、陽月華、舞羽美海、 志尊淳、渡邊真起子、木野花、 渡邊美佐子、深川麻衣等                 | 網頁 （页面存档备份，存于） |                                                                              |                   |
| 10月26日 \| 11月30日  | 01時28分 \| 01時58分 | 三       | 敬啟，民宿先生。               | 06    | TBS      | 黑木美沙 新井浩文 | 中野裕太、今野杏南、鈴木正幸等                                                                   | 網頁 （页面存档备份，存于） | 主：JY 「」 插：AK-69『Baby』                                                | 01.13%            |
| 12月07日 \| 12月28日  | 01時28分 \| 01時58分 | 三       | 咲-Saki-                       | 04    | TBS      | 濱邊美波          | 淺川梨奈、廣田愛佳、古畑星夏、 山田杏奈、菊地麻衣、永尾瑪利亞、 柴田杏花、小篠恵奈、金子理江等   | 網頁 （页面存档备份，存于） | 片頭曲：清澄高校麻將社 「」                                                  | 01.35%            |
| 10月12日 \| 下一季    | 21時00分 \| 21時54分 | 三       | 相棒Season15                   | 018   | EX       | 水谷豐            | 反町隆史、鈴木杏樹、石坂浩二等                                                                   | 網頁 （页面存档备份，存于） |                                                                              | 0                 |
| 10月05日 \| 12月07日  | 22時00分 \| 23時00分 | 三       | 樸素至極！校閱女孩河野悅子     | 010   | NTV      | 石原聰美          | 菅田將暉、本田翼、青木崇高、 田口浩正、江口法子、和田正人、 足立梨花、鹿賀丈史、岸谷五朗等       | 網頁 （页面存档备份，存于） | 片頭曲：chay 「」 片尾曲：栞菜智世 「」                                      | 12.36%            |
| 10月19日 \| 12月22日  | 00時10分 \| 00時40分 | 四       | 警部廚師的晚餐會               | 010   | TBS      | 柄本佑            | 小島瑠璃子、江成和己、藤真利子等                                                                 | 網頁 （页面存档备份，存于） | 主：HARUHI 「BANQUET」                                                       | 01.84%            |
| 10月13日 \| 12月08日  | 02時15分 \| 03時10分 | 四       | Good Morning Call愛情起床號    | 0     | CX       | 福原遙            | 白石隼也、櫻田通等                                                                               | 網頁 （页面存档备份，存于） |                                                                              |                   |
| 10月20日 \| 下一季    | 19時58分 \| 20時54分 | 四       | 科调所的女法研16               | 017   | EX       | 澤口靖子          | 內藤剛志、若村麻由美、 金田明夫、齊藤曉、長田成哉、 石井一彰、山本光、西田健等                   | 網頁 （页面存档备份，存于） | 主：大黑摩季 「」                                                            | 0                 |
| 10月13日 \| 12月22日  | 21時00分 \| 21時54分 | 四       | Doctor-X～外科醫·大門未知子～4 | 011   | EX       | 米倉涼子          | 生瀨勝久、內田有紀、勝村政信、 瀧藤賢一、草刈民代、吉田鋼太郎、 岸部一德、泉平子、西田敏行等     | 網頁 （页面存档备份，存于） | 主：Superfly 「99」                                                          | 21.49%            |
| 10月13日 \| 12月15日  | 22時00分 \| 22時54分 | 四       | Chef～三星級的營養午餐～       | 010   | CX       | 天海祐希          | 小泉孝太郎、川口春奈、荒川良良、 池田成志、伊藤修子、 豐原功補、友近、遠藤憲一等                 | 網頁 （页面存档备份，存于） | 主：松任谷由實 「Smile for me」                                              | 07.02%            |
| 09月29日 \| 12月02日  | 23時59分 \| 24時54分 | 四       | 黑色十人之女                   | 010   | YTV      | 船越英一郎        | 成海璃子、特林德爾·玲奈、佐藤仁美、 佐野日向子、MEGUMI、若村麻由美、 水野美紀等                  | 網頁 （页面存档备份，存于） | 主：CIVILIAN 「」                                                            | 03.53%            |
| 10月14日 \| 12月16日  | 01時35分 \| 01時50分 | 五       | 時間巡邏的OL                   | 010   | CX       | 戶田惠梨香        | 玄理、西田麻耶等                                                                                 | 網頁 （页面存档备份，存于） |                                                                              |                   |
| 10月14日 \| 12月02日  | 19時58分 \| 20時54分 | 五       | 石川五右衛門                   | 08    | TX       | 市川海老藏        | 國村隼、比嘉愛未、山田純大、 前野朋哉、高月彩良、田中美里、 益岡徹、丸山智己、榎木孝明等         | 網頁 （页面存档备份，存于） | 主：上妻宏光 「」                                                            | 04.01%            |
| 12月02日 \| 12月03日  | 21時00分 \|          | 五至六   | 鬼平犯科帳 THE FINAL           | 02    | CX       | 中村吉右衛門      | 多岐川裕美、梶芽衣子、勝野洋、 中村又五郎、尾上菊之助、橋爪功等                                  | 網頁 （页面存档备份，存于） |                                                                              | 011.6%            |
| 11月18日 \| 12月23日  | 22時00分 \| 22時49分 | 五       |                                | 06    | NHK      | 栗山千明          | 佐藤隆太、玉置玲央、蘆名星、 前田亞季、鶴見辰吾、田島令子、 寺田農等                             | 網頁 （页面存档备份，存于） |                                                                              | 03.78%            |
| 10月14日 \| 12月16日  | 22時00分 \| 22時54分 | 五       | 砂之塔〜知道太多事情的鄰居     | 010   | TBS      | 菅野美穗          | 岩田剛典、橫山惠、堀內敬子、 和冉千秋、光石研、上杉柊平、 津田寬治、田中直樹、松嶋菜菜子等       | 網頁 （页面存档备份，存于） | 主：THE YELLOW MONKEY 「」                                                   | 10.19%            |
| 10月21日 \| 12月09日  | 23時15分 \| 24時15分 | 五       | 家政夫三田園                   | 08    | EX       | 松岡昌宏          | 清水富美加、柴本幸、堀田茜、 平田敦子、余貴美子等                                                | 網頁 （页面存档备份，存于） | 主：TOKIO 「」                                                               | 07.66%            |
| 10月08日 \| 12月24日  | 00時12分 \| 00時52分 | 六       | 勇者義彥和被引導的七人         | 012   | TX       | 山田孝之          | 木南晴夏、室剛、佐藤二朗、 宅麻伸等                                                              | 網頁 （页面存档备份，存于） | 片頭曲：JAM Project 「The Brave」 片尾曲：7!! 「」                           | 03.57%            |
| 10月15日 \| 12月24日  | 00時52分 \| 01時23分 | 六       | 想居住的市鎮只有吉祥寺嗎？     | 011   | TX       | 大島美幸          |                                                                                                  | 網頁 （页面存档备份，存于） | 片頭曲： 「」 片尾曲：EGO-WRAPPIN' 「That's What I Need」                    |                   |
| 10月15日 \| 12月23日  | 01時15分 \| 01時35分 | 六       | 被直播的男人                   | 011   | CX       | 要潤              | 藤井美菜等                                                                                       | 網頁 （页面存档备份，存于） | 主：PE'Z 「BLANK-DUNK」                                                      |                   |
| 09月24日 \| 下一季    | 18時10分 \| 18時44分 | 六       | 忠臣藏之戀～第四十八位忠臣〜   | 020   | NHK      | 武井咲            | 福士誠治、中尾明慶、今井翼、 田中麗奈、佐藤隆太、石丸幹二、 大東駿介、笹野高史、平田滿等         | 網頁                        |                                                                              | 0                 |
| 10月01日 \|           | 21時00分 \|          | 六       | 惡魔蛙男‐序章‐                 | 04    | [ 4 ]    | 三浦誠己          | 川島鈴遙、森田想、細川佳央、 河屋秀俊、中野英樹、奧野瑛太、 宇野祥平等                           | 網頁 （页面存档备份，存于） |                                                                              |                   |
| 10月08日 \| 12月10 日 | 21時00分 \| 21時54分 | 六       | 最後的刑警                     | 010   | NTV      | 唐澤壽明          | 窪田正孝、佐佐木希、黑川智花、 竹內涼真、武田玲奈、伊藤沙莉、 藤木直人、小日向文世、和久井映見等 | 網頁 （页面存档备份，存于） | 主：BLUE ENCOUNT 「LAST HERO」                                               | 08.30%            |
| 09月24日 \| 10月15日  | 21時00分 \| 21時44分 | 六       | 夏目漱石之妻                   | 04    | NHK      | 尾野真千子        | 長谷川博己、黑島結菜、滿島真之介、 竹中直人、館廣等                                              | 網頁                        |                                                                              | 09.15%            |
| 10月22日 \| 12月10日  | 22時00分 \| 22時44分 | 六       | Sniffer 嗅覺搜查官             | 08    | NHK      | 阿部寬            | 香川照之、井川遙、板谷由夏、 野間口徹、吉行和子等                                                | 網頁                        |                                                                              | 09.15%            |
| 10月22日 \| 12月24日  | 22時00分 \| 23時00分 | 六       | 鐵證懸案 〜真相之門〜          | 010   | [ 4 ]    | 吉田羊            | 永山絢斗、瀧藤賢一、光石研、 三浦友和等                                                          | 網頁 （页面存档备份，存于） |                                                                              |                   |
| 10月08日 \| 11月26日  | 23時40分 \| 24時35分 | 六       | 刺棘 小市民 倉永晴之的逆襲     | 08    | CX       | 田邊誠一          | 西田尚美、西村和彥、 鹿賀丈史等                                                                  | 網頁 （页面存档备份，存于） | 主：BEGIN 「」                                                               | 03.18%            |
| 12月03日 \| 下一季    | 23時40分 \| 24時35分 | 六       | Retake 重啟人生                | 08    | CX       | 筒井道隆          | 成海璃子、淺野溫子、敦士、 小野乃乃香、木下鳳華等                                                | 網頁 （页面存档备份，存于） |                                                                              | 03.04%            |
| 10月09日 \| 12月25日  | 00時20分 \| 00時50分 | 日       | 潛入搜查偶像・刑警Dance        | 012   | TX       | 中村蒼            | 大東駿介、橫濱流星、森永悠希、 立花裕大、近藤芳正、野間口徹、 青山美鄉、福地桃子等               | 網頁 （页面存档备份，存于） | 主： 「」                                                                    | 01.33%            |
| 10月30日 \| 下一季    | 00時55分 \| 01時25分 | 日       | 陪酒須加學園                   | 010   | NTV      | 宮脇咲良          | 橫山由依、兒玉遙、木崎由里亞、 松井珠理奈、渡邊麻友、山本彩、 須藤凜凜花、中井莉加、筧利夫等     | 網頁 （页面存档备份，存于） | 主：AKB48 「High Tension」                                                   | 02.68%            |
| 上一季 \| 12月18日    | 20時00分 \| 20時45分 | 日       | 真田丸                         | 050   | NHK      | 堺雅人            | 大泉洋、長澤雅美、木村佳乃、 鈴木京香、竹內結子、遠藤憲一、 高畑淳子、草刈正雄、內野聖陽等       | 網頁                        |                                                                              | 016.6%            |
| 10月09日 \| 12月11日  | 21時00分 \| 22時00分 | 日       | Career～打破常規的警察署長～   | 010   | CX       | 玉木宏            | 高嶋政宏、瀧本美織、白洲迅、 半海一晃、知花Kurara、平山祐介、 田中美奈子、柳澤慎吾、近藤正臣等   | 網頁                        | 主：GReeeeN 「」                                                             | 07.16%            |
| 10月16日 \| 12月18日  | 21時00分 \| 22時00分 | 日       | IQ246〜華麗事件簿〜            | 0     | TBS      | 織田裕二          | 土屋太鳳、藤岡靛、新川優愛、 真飛聖、宮尾俊太郎、矢野聖人、 篠井英介、寺島進、中谷美紀等         | 網頁 （页面存档备份，存于） |                                                                              | 10.52%            |
| 11月06日 \| 12月18日  | 22時00分 \| 22時49分 | 日       | 山女日記～女人們目標是頂部～   | 07    | [ 1 ]    | 工藤夕貴          | 黃川田將也、夏菜、片瀨梨乃、 萩原聖人等                                                          | 網頁 （页面存档备份，存于） |                                                                              |                   |
| 10月02日 \| 10月30日  | 22時00分 \| 23時00分 | 日       | 希波克拉底誓詞                 | 05    | [ 4 ]    | 北川景子          | 尾上松也、佐藤惠美、濱田麻里、 相島一之、金田明夫、古谷一行、 柴田恭兵等                         | 網頁 （页面存档备份，存于） |                                                                              |                   |
| 11月13日 \| 12月11日  | 22時00分 \| 23時00分 | 日       | 水晶的鼓動 殺人分析班          | 05    | [ 4 ]    | 木村文乃          | 青木崇高、渡邊一惠、北見敏之、 藤本隆宏、小柳友等                                                | 網頁 （页面存档备份，存于） |                                                                              |                   |
| 10月09日 \| 12月11日  | 22時30分 \| 23時25分 | 日       | 出租救世主                     | 010   | NTV      | 澤村一樹          | 藤井流星、志田未來、勝地涼、 中村杏、福原遙、梶原善、 稻葉友、稻森泉、大杉漣等                   | 網頁 （页面存档备份，存于） | 主：JUJU feat. 明邊悠五 「believe believe」 插：Johnny's WEST 「one chance」 | 07.00%            |

### 特別單元劇
| 播放日期 | 播放時間(JST)        | 星 期 | 中文劇名 日文劇名                   | 電 視 台 | 演員                                | 演員                                                                                 | 官方 網頁                   | 主題曲 ／插曲                                  | (加權)平均 收視率 |
| 播放日期 | 播放時間(JST)        | 星 期 | 中文劇名 日文劇名                   | 電 視 台 | 主演                                | 其他演員                                                                             | 官方 網頁                   | 主題曲 ／插曲                                  | (加權)平均 收視率 |
| -------- | -------------------- | ----- | ----------------------------------- | -------- | ----------------------------------- | ------------------------------------------------------------------------------------ | --------------------------- | ---------------------------------------------- | ----------------- |
| 10月08日 | 21時00分 \| 23時10分 | 六    | 世界奇妙物語2016 秋之特別篇         | CX       | 黑木梅沙 成宮寬貴 深田恭子 北村一輝 |                                                                                      | 網頁 （页面存档备份，存于） |                                                | 0                 |
| 10月10日 | 22時00分 \| 23時24分 | 二    | 或許可能的女演員們2016              | CX       | 廣末涼子 井川遙 齊藤由貴            | 夏帆、藤木直人等                                                                     | 網頁 （页面存档备份，存于） |                                                |                   |
| 10月15日 | 21時00分 \| 23時10分 | 六    | 迷宮先生特別篇2                     | EX       | 渡瀨恆彥                            | 貫地谷栞、佐野史郎、長谷川朝晴、 菅原大吉、加藤貴子、神尾佑、 三浦涼介、黑川芽以等   | 網頁                        |                                                | 0                 |
| 11月19日 | 19時00分 \| 20時00分 | 六    | 大姊當家另外一個故事 福氣人偶的秘密 | [ 1 ]    | 濱野謙太 川榮李奈                   | 瀧皮爾、平岩紙、安藤玉惠、 新妻聖子、近藤公園、秋野暢子、 杉咲花、相樂樹、高畑充希等 | 網頁                        | 主：宇多田光 「將花束獻給你」                  |                   |
| 12月30日 | 00時35分 \| 01時35分 | 一    | 愛吃拉麵的小泉同學2016年末SP        | CX       | 早見朱莉                            | 美山加戀、古畑星夏、田中美麗等                                                       | 網頁 （页面存档备份，存于） | 主：Kobushi Factory 「愛吃拉麵的小泉同學之歌」 | 0                 |